# 岸和田大劇
岸和田大劇（きしわだだいげき）は、かつて存在した日本の映画館である。第二次世界大戦後の1957年（昭和32年）4月24日、岸和田大映（きしわだだいえい）として大阪府岸和田市北町に開館した。1963年（昭和38年）には市内の大北町に新築・移転、北町の劇場は日活に貸出して岸和田日活（のちの岸和田日劇）とした。1971年（昭和46年）の大映倒産とともに岸和田大劇と改称、1993年（平成5年）には劇場を二分割して同1・2とし、1997年（平成9年）には同2をりんかいホール岸和田（りんかいホールきしわだ）と改称した。2005年（平成17年）2月14日、両館とも閉館した。開館から閉館まで一貫して同和商事株式会社（旧称・同和興行株式会社）が経営した。

## 沿革
- 1957年4月24日 - 岸和田大映として北町195番地に開館[1]
- 1963年 - 大北町25番地1号に新築・移転、前劇場は日活に貸出（岸和田日活）[4][5]
- 1971年 - 大映の倒産とともに岸和田大劇と改称[8]
- 1989年 - 1992年まで休館
- 1993年 - 劇場を二分割、岸和田大劇1・2と改称[15][16]
- 1997年 - 岸和田大劇2をりんかいホール岸和田と改称[17][18]
- 2005年2月14日 - 両館とも閉館

## データ
- 所在地 : 大阪府岸和田市大北町1番地9号、現在跡地にセレッソコート岸和田ザ・グランベイ（マンション）[19][20]
  - かつての同府同市大北町52番地1号[5][6][7][9][10]

北緯34度27分55秒 東経135度22分18秒 / 北緯34.46528度 東経135.37167度
- 移転前 : 同府同市北町195番地[1][2][3][4][5]
  - 現在の同府同市北町8番地5号、現在跡地は駐車場[21]

北緯34度27分51秒 東経135度22分23秒 / 北緯34.46417度 東経135.37306度
- 経営 : 同和商事株式会社（旧称・同和興行株式会社[1][2][3][4][5]）
- 代表 : 
  1. 浅原茂作 （1957年[1] - 1965年[2][3][4][5]）
  2. 浅原隆三 （1970年前後[9] - 1989年[10][11][12][13][14]）
  3. 浅原馨 （1993年[15][16] - 2005年[17][18]）
- 構造 : 
  - 移転前 : 木造二階建[1]
  - 移転後 : 鉄筋コンクリート造一階建[5]
- 観客定員数 : 
  - 移転前 : 350名（1957年[1]） ⇒ 400名（1960年[2] - 1963年[3][4]）
  - 移転後 : 300名（1963年[5]） ⇒ 230名（1966年[6] - 1981年[7][9][10]） ⇒ 200名（1982年 - 1989年） ⇒ 230名（1993年[15]）
  - 分割後 : 
    1. 岸和田大劇 : 54名[17][18]
    2. りんかいホール岸和田 : 112名[17][18]

## 概要

### 移転前
1957年（昭和32年）4月24日、岸和田大映として大阪府岸和田市北町195番地（現在の北町8番地5号）に開館した。同年5月1日に発行された『キネマ旬報』5月上旬号（通巻175号）によれば、開館当時の同館は、経営は浅原茂作が代表を務める同和興行株式会社（のちの同和商事株式会社）、支配人は川上温夫、観客定員数は350名、興行系統は大映の二番館であった。浅原茂作は、1950年代半ばに早稲田大学を卒業し、同窓の杉田康や津村雅弘らとともに大映に所属する俳優であった人物であり、同和興行は、前1956年（昭和31年）12月、京都府京都市伏見区に伏見大映（のちの伏見東劇）を開場している。同館は、紀州街道に面し、古城川をまたぐ欄干橋周辺の繁華街に位置した。当時の欄干橋周辺には、同館のほか、戦前から存在する山村劇場（同年改称して岸和田東映劇場、経営・大岸静）、電気館（のちの岸和田電気館、経営・関西映興）があり、同市内にはほかに、堺町の岸和田館（経営・山口藤次郎）、下野町の吉野倶楽部（経営・山路美晴）、本町の岸和田東宝映画劇場（経営・東劇興業）、宮本町のセントラル劇場（のちの岸和田東宝セントラル劇場、経営・山口藤次郎）、岡山町の山直劇場（経営・西川輝男）、春木泉町の春陽館（経営・夜明藤一）、と同館を含めて合計9館が存在した。
同市内9館の時代は短く、1961年（昭和36年）には山直劇場（岡山町12番地、経営・西川輝男）が、1962年（昭和37年）には岸和田東宝映画劇場（本町219番地1号、経営・照屋潔）、春陽館（春木泉町1560番地、経営・向井克巳）、吉野倶楽部（下野町517番地、経営・楠原エイ）の4館が閉館し、同市内の映画館は同館を含めてわずか5館に減ってしまった。

### 移転後
1963年（昭和38年）には、同館は、同和興行が大北町25番地1号（現在の大北町1番地9号）に新築した新劇場に移転している。同地は岸和田港に面しており、岸和田だんじり祭の看貫場に至近の地であった。移転先での同館は、支配人が日野道治、観客定員数は300名、興行系統は大映であり封切館であった。元の劇場は、日活と直営館契約をして岸和田日活（のちの岸和田日劇、経営・太陽企業）になり、市内の映画館は合計6館に微増した。
1967年（昭和42年）には、同館の移転前の劇場を貸し出していた岸和田日活（観客定員数400名）を鉄筋コンクリート造に改築し、日活の直営館である岸和田日活劇場（のちの岸和田日劇、経営・太陽企業、支配人・岩永保弘）を観客定員数207名の劇場とし、新たに観客定員数270名の岸和田スカラ座（経営・同和興行、支配人・細田義一）を開館させている。同和興行が同市内で経営する映画館が2館、他社が経営する映画館も含めて、市内の映画館は合計7館に微増している。
1971年（昭和46年）12月、大映は不渡りを出して倒産、同年28日に上場廃止となった。その後、同館は岸和田大劇と改称している。1970年（昭和45年）代に入ると、同年には岸和田館（経営・山常興業）、1974年（昭和49年）には岸和田電気館（経営・松竹関西興行）、1975年（昭和50年）には岸和田東宝セントラル劇場（経営・山常興業）が相次いで閉館し、同市内の映画館は合計4館に激減し、岸和田東映劇場（経営・薩準次郎）以外は、同館および岸和田スカラ座、日活と直営館契約を解除して返還された岸和田日活劇場、といずれも同和商事の経営する映画館だけになってしまった。岸和田東映劇場（経営・山村劇場、代表および支配人・辻円暁）はその後、1982年（昭和57年）に閉館しており、以降、同市内の映画館は同和商事の経営する映画館3館だけになった。1988年（昭和63年）には、同和商事の経営する岸和田スカラ座、岸和田日劇（かつての岸和田日活劇場）の両館が閉館し、同市内の映画館は、同館のみになった。
1989年（平成元年）発行の『映画年鑑 1989 別冊 映画館名簿』を最後に、1992年（平成4年）までの間、『映画年鑑 別冊 映画館名簿』に同館についての記載がない。

### 二分割
1993年（平成5年）、同館は岸和田大劇1・2の2館に分割され、興行系統はいずれも日本映画（邦画）・輸入映画（洋画）の混映館となった。当時の同館の経営は引き続き同和商事であり、同社の代表と同2館の支配人を浅原馨が兼務した。同4月29日には、同市内初のシネマコンプレックスとしてワーナー・マイカル・シネマズ東岸和田（8スクリーン）が開館している。1997年（平成9年）には、観客定員数112名の同2をりんかいホール岸和田と改称して邦洋混映館とし、観客定員数54名の同1を岸和田大劇のままにして成人映画館とした。1999年（平成11年）10月1日には、もう1サイトのシネコン、ユナイテッド・シネマ岸和田（9スクリーン）が同館の正面に位置する岸和田カンカンベイサイドモール内に開館、同市内の映画館は3サイト19館になった。
2005年（平成17年）2月14日、岸和田大劇・りんかいホール岸和田の両館とも閉館した。同市内に残る従来型の最後の映画館であった。同館の跡地には、マンション「セレッソコート岸和田ザ・グランベイ」が2008年（平成20年）2月に竣工した。